# 豊島吉宏
豊島 吉宏（とよしま よしひろ）は、日本の音楽プロデューサー、編曲家、作曲家。MAESTRO-T の名義を使用することの方が多い。

## 作品
- ASAYAN超男子。川畑・堂珍
- ASAYAN超男子。堂珍・ネスミス
- ASAYAN超男子。ネスミス・藤岡

「最後の夜」（編曲）
- 伊藤由奈

「Tokyo Days」（編曲）
- w-inds.

「Pieces」（共編曲）
- CHEMISTRY

「You Go Your Way」（作曲・編曲）
- ゴスペラーズ

「Love Light」（作曲・編曲）
- 玉置成実

「もしも願いが…」（共作曲・編曲）
- 東方神起

「愛せない 愛したい」（作曲・編曲）
「Stay With Me Tonight」
「My Destiny」、「千年恋歌」（編曲）
- 平井堅

「Miracles」（編曲）
「TABOO」（作曲・編曲）
- 三浦大知

「銀の涙」（作曲）
- Sweep

「Condition of love」「Lately」（編曲）
「Once in a life time」 （共作曲・編曲）
- ジャニーズWEST

「おーさか☆愛・EYE・哀」（共作曲・編曲）

## 楽曲制作に関わったアーティスト
- 横浜DeNAベイスターズ

「熱き星たちよ」（編曲）

## 関連人物
- 松尾潔